# Dizangué
Dizangué ist eine Gemeinde in Kamerun in der Region Littoral im Département Sanaga-Maritime. 

## Geografie
Dizangué liegt im Westen Kameruns, etwa 40 Kilometer südöstlich von Douala und 20 Kilometer westlich der Bezirkshauptstadt Edéa am Ufer des Ossa-Sees.

## Einwohnerzahl
In der Volkszählung von 2005 hatte die Gemeinde 17.086 Einwohner bei einer Fläche von 953 km².

## Persönlichkeiten
- Thomas N’Kono (* 1955), Fußballtorwart